# Nornalup (rodzaj)
Nornalup – rodzaj chrząszczy z rodziny kusakowatych i podrodziny marnikowatych. Obejmuje trzy opisane gatunki.

## Morfologia
Chrząszcze o ciele długości od 1,1 do 2,5 mm i ubarwieniu żółtawym do rudobrązowego. Głowę mają trójkątną w zarysie, zaopatrzoną w bardzo duże oczy i na ich wysokości najszerszą. Ryjek odseparowany jest wyraźną, głęboką i szeroką bruzdą czołową. Skronie są krótsze od oczu. Spód głowy cechuje się nabrzmiałą okolicą gularną. Czułki samca zbudowane są z dłuższych członów niż u samicy. Guzki u samca występują na członach od czwartego do jedenastego, u samicy zaś od ósmego do jedenastego. Tułów ma tak szerokie jak długie, najszersze pośrodku przedpiersie, zaopatrzone w dołki przedbiodrowe boczne i środkowy. Zarys śródpiersia i zapiersia jest dłuższy niż szeroki, trapezowaty. Na śródpiersiu leżą dołki boczne i przedbiodrowe, na zapiersiu tylko dołki boczne lub boczne i środkowy. Odwłok cechuje się długościami tergitu i sternitu czwartego segmentu około półtorakrotnie większymi od długości tergitu i sternitu segmentu piątego. Genitalia samca odznaczają się zaokrągloną fallobazą, symetrycznymi paramerami oraz tak szerokim jak one, ale dłuższym od nich płatem środkowym edeagusa.

## Ekologia i występowanie
Owady endemiczne dla Australii, znane tylko z południowo-zachodniej części Australii Zachodniej. Zamieszkują tam lasy zdominowane przez eukaliptusy. Bytują w ściółce, pod korą, butwiejącymi kłodami, i wśród grzybów. 

## Taksonomia
Rodzaj ten wprowadzili w 2017 roku Park Jong Seok i Donald S. Chandler na łamach ZooKeys. Obejmuje on trzy opisane gatunki:
- Nornalup afoveatus Park et Chandler, 2017
- Nornalup minusculus Park et Chandler, 2017
- Nornalup quadratus Park et Chandler, 2017

Jako najbliższych krewnych tego taksonu wskazuje się rodzaje Porongurup i Sagola.